# Van Houten
Van Houten és una marca de xocolata en pols sense sucre afegit. L'empresa va ser fundada el 1815 a Amsterdam per Coenraad Johannes van Houten. El 1828, va inventar un procediment que permet extreure del cacau una pols fàcilment soluble en aigua o en llet, fet que va incrementar ràpidament la fortuna de l'empresa. Des de la segona meitat del segle xix, la marca va començar a ser coneguda arreu del món. L'empresa va establir fàbriques a França, Alemanya, Gran Bretanya, Estats Units i Singapur.
El 1986 va ser adquirida pel grup Jacobs Suchard. Des de l'any 2000, forma part del grup empresarial suís Barry Callebaut.